# Isla Sorna
En la saga Parque Jurásico, la isla Sorna ―también conocida como la Zona B o Enclave B― es la segunda isla de la empresa InGen que posee dinosaurios. Pertenece al archipiélago conocido como Las Cinco Muertes.
Al contrario de la Isla Nublar ―donde los dinosaurios se encontraban encerrados en recintos con alambradas electrificadas para ser exhibidos al público―, en la isla Sorna estos estaban dispersos, así mismo, la isla Sorna es el doble de grande en cuanto a longitud y tamaño que isla Nublar.

## Descripción
Según la película, la isla Sorna estaría aproximadamente a 207 millas (333 km) de Costa Rica, en el océano Pacífico. Está a 87 millas (140 km) de la Isla Nublar.
Cuando John Hammond planeó el parque, diseñó el lugar para que funcionara como granja de producción. Consta de algunas instalaciones en la parte suroeste y noroeste de la isla que sirvieron a los trabajadores, científicos y programadores.
(Cabe destacar que el archipiélago de Las 5 Muertes tiene ese nombre porque un mito de las islas decía que un valiente guerrero fue ejecutado en las 5 islas de un modo distinto, en Isla Matanceros fue quemado,en Isla Muerta fue ahogado,en Isla Sorna ahorcado, en Isla Tacaño decapitado y en Isla Pena descuartizado)
En el recinto principal de la isla, el cual se encuentra en la parte suroeste de esta, se encuentra la administración y los alojamientos de los científicos e ingenieros, así como el garage de reparación de los vehículos utilizados en la Isla Sorna por su personal, en este lugar se encuentra la energía geotérmica que alimentaba toda la isla así como a la torre de control y a un lado de esta, la zona de aterrizaje para los helicópteros. En la parte noroeste se encuentra la administración de embriones, y la fábrica de los animales prehistóricos, en esta instalación se encontraban numerosas incubadoras cuidadas por brazos robóticos que vigilaban constantemente los huevos prehistóricos, una vez nacidos los animales, se llevaban a InGen para estudiarlos más a fondo, se optaba por meterlos a enormes tubos con un líquido especial donde a través de cables conectados a sus cuerpos estudiaban su metabolismo para finalmente criarlos y esperar su crecimiento para poder llevarlos a la Isla Nublar, también, en secreto se llevó a cabo el Proyecto Spinosaurus, que no estaba en la lista oficial de InGen, también se encontraba la pista de aterrizaje oficial que servía para transportar tanto a trabajadores como a animales a la Isla Nublar.
Sorna está situada bajo un clima tropical, durante el día se pueden alcanzar temperaturas altas ―como se mostró en la película Parque Jurásico III―, pero durante la noche la temperatura puede descender a tal grado de poder ver el vapor del propio aliento, como se puede apreciar en la película El mundo perdido.

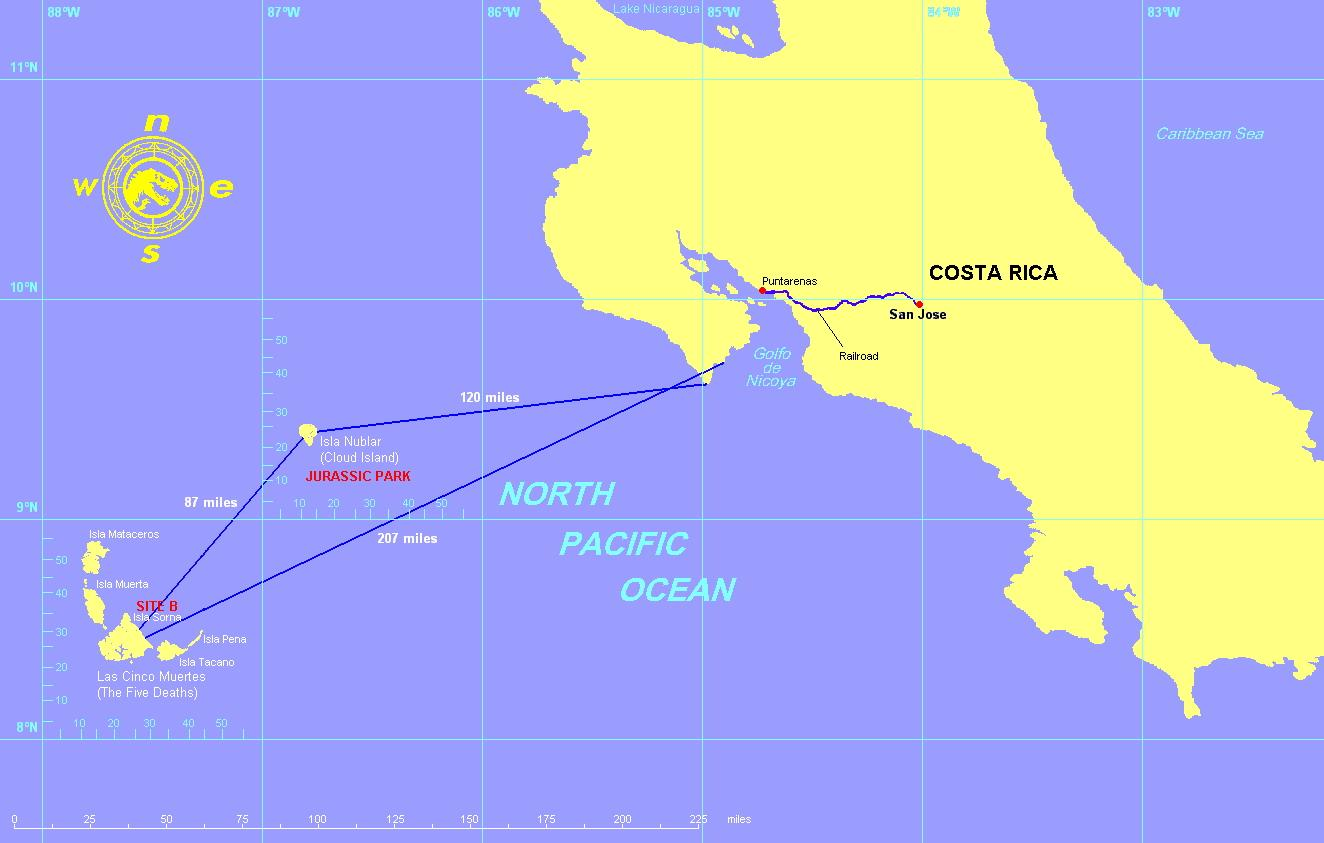
En este mapa ficticio de la saga Parque Jurásico se puede apreciar la supuesta ubicación geográfica de la isla de Sorna en el archipiélago Las Cinco Muertes.

Otro factor a mencionar es la vegetación distinta que existe en las partes suroeste y noroeste de la isla. En la parte suroeste ―donde Ian Malcolm visitó la isla― se puede apreciar una vegetación más llamativa, con colores verdes por doquier, alimentadas por los constantes flujos de agua que traen consigo pequeños ríos dentro de la isla. Este paisaje se puede observar en el nido del Stegosaurio, en el campamento base de InGen y en el lugar donde la hembra Tyranosurus Rex persiguió al grupo. También se puede observar un pequeño valle donde el equipo de Roland llevó a cabo la cacería, sin mencionar el enorme pastizal donde se encontraban los nidos de velocirraptores. En la parte noroeste de la isla ―que visitó Alan Grant― se pudo observar una vegetación más pútrida, con colores grises por doquier. Esto se debe a que en esta parte de la isla existen pocos arroyos de agua, lo cual deja a la vegetación depender únicamente de las lluvias. En esta parte de la isla se pueden apreciar vapores que emanan por debajo de la tierra misma. También se puede apreciar un lleno de árboles de una altura considerable, capaz de resguardar a los supervivientes del ataque de los velociraptores.

## Especies
En la isla Sorna existen las siguientes especies de animales extintos: